# Форт Бейкер
Форт Бейкер (англ. Fort Baker) входит в состав природо-охранной зоны «Голден Гейт», штат Калифорния (англ. Golden Gate National Recreation Area). Форт, расположенный на границе города Сосалито, округа Марин, служил в качестве места дислокации американской армии до середины 1990-х годов, когда 91-я пехотная дивизия была переведена на новое место дислокации. Форт располагается на противоположной стороне от Форта Пойнт, непосредственно перед мостом Золотые ворота.
Форт Бейкер был включён в список исторического наследия в 1973 году.
Форт известен своим видами на залив Сан-Франциско, мост Золотые ворота и непосредственно на сам город.